# Gymnadenia crassinervis
Gymnadenia crassinervis är en orkidéart som beskrevs av Achille Eugène Finet.
Gymnadenia crassinervis ingår i släktet brudsporrar och familjen orkidéer. IUCN kategoriserar arten globalt som starkt hotad. Inga underarter finns listade i Catalogue of Life.